# Bình Minh, thành phố Lào Cai
Bình Minh là một phường thuộc thành phố Lào Cai, tỉnh Lào Cai, Việt Nam.

## Địa lý
Phường Bình Minh nằm ở phía đông thành phố Lào Cai, có vị trí địa lý:
- Phía đông giáp huyện Bảo Thắng
- Phía tây giáp phường Bắc Lệnh và phường Nam Cường
- Phía nam giáp phường Pom Hán và phường Xuân Tăng
- Phía bắc giáp xã Vạn Hòa.

Phường Bình Minh có diện tích 4,66 km², dân số năm 2019 là 3.762 người, mật độ dân số đạt 807 người/km².

## Hành chính
Phường Bình Minh được chia thành 10 tổ dân phố.

## Lịch sử
Phường Bình Minh được thành lập vào ngày 30 tháng 11 năm 2004 trên cơ sở 1.050 ha diện tích tự nhiên và 4.518 người của xã Cam Đường.
Ngày 11 tháng 2 năm 2020, Ủy ban Thường vụ Quốc hội ban hành Nghị quyết số 896/NQ-UBTVQH14 về việc sắp xếp các đơn vị hành chính cấp huyện, cấp xã thuộc tỉnh Lào Cai (nghị quyết có hiệu lực từ ngày 1 tháng 3 năm 2020). Theo đó:
- Điều chỉnh 1,07 km² diện tích tự nhiên và 2.572 người của phường Bình Minh vào phường Pom Hán
- Điều chỉnh 4,00 km² diện tích tự nhiên và 2.250 người của phường Bình Minh vào phường Xuân Tăng.

Sau khi điều chỉnh, phường Bình Minh có diện tích 4,66 km², dân số là 3.973 người.